# Saint-Sylvain, Corrèze
Saint-Sylvain este o comună în departamentul Corrèze din centrul Franței. În 2009 avea o populație de 146 de locuitori.

## Evoluția populației
| An        | 1975 | 1982 | 1990 | 1999 | 2006 | 2009 |
| --------- | ---- | ---- | ---- | ---- | ---- | ---- |
| Populație | 131  | 135  | 139  | 139  | 144  | 146  |